# Blehovský potok
Blehovský potok je menší vodní tok ve Vlašimské pahorkatině, levostranný přítok Milevského potoka v okrese Písek v Jihočeském kraji. Délka toku měří 4 km, plocha povodí činí 6,32 km².

## Průběh toku
Potok pramení jihozápadně od Rohozova, části Chyšek, v nadmořské výšce 573 metrů a teče jižním směrem. Potok blízko pod pramenem napájí rybník Buzín. Potok obtéká z východu a jihu Blehov, část Zhoře, stáčí se k západu. U Osletína, části Zhoře, potok zprava přijímá bezejmenný potok přitékající od Blehova a podtéká silnici II/121. Jižně od Zbislavi, části Zhoře, se Blehovský potok zleva vlévá do Milevského potoka v nadmořské výšce 464 metrů.